# Campionati italiani di triathlon cross country del 2010
I Campionati italiani di triathlon cross country del 2010 (VI edizione) sono stati organizzati dalla Federazione Italiana Triathlon e si sono tenuti a Cala Ginepro in Sardegna, in data 30 maggio 2010.
Tra gli uomini ha vinto Fabio Guidelli (Forhans Team), mentre la gara femminile è andata per la seconda volta consecutiva a Ilaria Zavanone (Torino 3).
La competizione si è svolta all'interno della rassegna internazionale "X-Terra Italy" vinta dal francese Franky Batelier e dalla canadese Melanie McQuaid.

## Risultati

### Élite uomini
| Pos. | Atleta               | Società sportiva             | Nuoto    | Bici     | Corsa    | Totale   |
| ---- | -------------------- | ---------------------------- | -------- | -------- | -------- | -------- |
|      | Fabio Guidelli       | Forhans Team                 | 00:18:26 | 01:37:19 | 00:36:59 | 02:33:42 |
|      | Gianpietro De Faveri | G.P. Triathlon               | 00:18:32 | 01:34:38 | 00:43:07 | 02:37:39 |
|      | Fabrizio Baralla     | Forhans Team                 | 00:19:19 | 01:40:42 | 00:37:49 | 02:39:02 |
| 4    | Samuele Pisu         | Mens Sana                    | 00:21:41 | 01:36:50 | 00:42:18 | 02:42:02 |
| 5    | Antonello Pallotta   | SBR3 Triathlon               | 00:21:53 | 01:38:09 | 00:41:03 | 02:42:23 |
| 6    | Davide Ballabio      | A Team                       | 00:20:31 | 01:40:59 | 00:40:38 | 02:43:58 |
| 7    | Matteo Marchisio     | CUS Torino                   | 00:22:10 | 01:40:10 | 00:40:44 | 02:44:23 |
| 8    | Gabriele Vergano     | Peperoncino Team             | 00:21:49 | 01:44:49 | 00:37:11 | 02:45:23 |
| 9    | Simone Calama        | Firenze Triathlon            | 00:22:22 | 01:40:56 | 00:41:09 | 02:46:00 |
| 10   | Luca Panzavolta      | Padova Nuoto Triathlon       | 00:23:22 | 01:41:47 | 00:38:54 | 02:46:08 |
| 11   | Leandro Rotondi      | Protek Triathlon Rho         | 00:26:58 | 01:38:22 | 00:40:56 | 02:47:45 |
| 12   | Denis Giovannetti    | Freestyle Triathlon          | 00:22:54 | 01:44:19 | 00:41:11 | 02:49:55 |
| 13   | Marco Moroni         | ARC Busto Arsizio            | 00:22:48 | 01:42:58 | 00:44:43 | 02:52:22 |
| 14   | Daniele Cantamessa   | Peperoncino Team             | 00:24:15 | 01:42:50 | 00:43:35 | 02:52:25 |
| 15   | Michele Fogliata     | Freezone                     | 00:23:10 | 01:45:02 | 00:43:01 | 02:52:51 |
| 16   | Francesco Nesti      | Firenze Triathlon            | 00:22:58 | 01:45:50 | 00:42:58 | 02:53:17 |
| 17   | Marco Mangiarotti    | Triathlon Cremona Stradivari | 00:24:16 | 01:44:46 | 00:41:42 | 02:53:42 |
| 18   | Emanuele Polga       | Padova Nuoto Triathlon       | 00:24:11 | 01:46:51 | 00:43:49 | 02:56:52 |
| 19   | Giovanni Curridori   | Fuel Triathlon               | 00:22:42 | 01:51:06 | 00:42:34 | 02:57:57 |
| 20   | Pittau Marco         | Villacidro Triathlon         | 00:21:50 | 01:45:30 | 00:49:38 | 02:58:24 |

### Élite donne
| Pos. | Atleta              | Società sportiva             | Nuoto    | Bici     | Corsa    | Totale   |
| ---- | ------------------- | ---------------------------- | -------- | -------- | -------- | -------- |
|      | Ilaria Zavanone     | Torino 3                     | 00:25:18 | 01:58:07 | 00:47:50 | 03:13:19 |
|      | Sara Tavecchio      | Triathlon Cremona Stradivari | 00:23:22 | 02:03:16 | 00:45:19 | 03:13:33 |
|      | Giuliana Lamastra   | Trisports.it Team            | 00:27:30 | 01:55:37 | 00:49:20 | 03:14:50 |
| 4    | Monica Gabbanelli   | Olimpia Triathlon            | 00:30:04 | 01:54:59 | 00:52:30 | 03:20:10 |
| 5    | Angela Stefani      | Bike Station Triathlon       | 00:27:14 | 02:12:29 | 00:46:12 | 03:28:04 |
| 6    | Stefania Pacca      | Lazio Triathlon              | 00:29:16 | 02:14:36 | 00:48:10 | 03:34:17 |
| 7    | Elisabetta Mosso    | Survival                     | 00:30:07 | 02:16:32 | 00:53:20 | 03:41:42 |
| 8    | Federica Porcu      | Sinis Oristano               | 00:28:45 | 02:23:05 | 00:54:45 | 03:48:17 |
| 9    | Giulia Della Zonca  | Pool Sport                   | 00:28:05 | 02:36:06 | 00:47:47 | 03:54:00 |
| 10   | Valerie Dochy       | Shardanatri                  | 00:34:03 | 02:12:21 | 01:07:16 | 03:55:47 |
| 11   | Silvia Tiezzi       | Firenze Triathlon            | 00:40:20 | 02:20:47 | 01:01:39 | 04:04:40 |
| 12   | Angela Fogarolli    | CUS Trento CTT               | 00:32:04 | 02:33:55 | 01:00:46 | 04:10:21 |
| 13   | Raffaella Mele      | Forhans Team                 | 00:29:17 | 02:52:58 | 00:54:33 | 04:19:14 |
| 14   | Silvia Fiandino     | Torino 3                     | 00:30:49 | 02:40:29 | 01:10:09 | 04:26:53 |
| 15   | Marina Buonfiglioli | Atl. Avis Castel S. Pietro   | 00:30:33 | 02:50:59 | 01:13:26 | 04:40:02 |
| 16   | Simona Mele         | Triathlon Ostia              | 00:30:09 | 03:28:39 | 01:10:32 | 05:12:22 |
| 17   | Emanuela Crovella   | Torino 3                     | 00:35:15 | 03:38:50 | 01:20:21 | 05:39:08 |
| 18   | Adriana Attardi     | Asd G&M 3Sport               | 00:41:01 | 03:47:46 | 01:08:01 | 05:44:22 |